# Pandanus inundatus
Pandanus inundatus är en enhjärtbladig växtart som beskrevs av Harold St.John. Pandanus inundatus ingår i släktet Pandanus och familjen Pandanaceae. Inga underarter finns listade.